# Theta Serpentis
Désignations
θ1 Ser : θ Ser A, HR 7141, HD 175638, HIP 92946, BD+04°3916, SAO 124068, FK5 709

Theta Serpentis (θ Serpentis / θ Ser), également nommée Alya, est une étoile binaire de la constellation du Serpent située à environ 132 années-lumière du Soleil.

## Nomenclature
θ Serpentis est la désignation générale du système stellaire, θ1 et θ2 Serpentis étant celles de ses deux étoiles. La convention utilisée par le catalogue Washington Multiplicité (WMC) pour les systèmes d'étoiles multiples, et adoptée par l'Union astronomique internationale (UAI), désigne les étoiles Theta Serpentis A et B, respectivement.
Le système porte le nom traditionnel Alya, ou Alga, de l'arabe الية ’alyah "queue grasse (d'un mouton)". Dans le catalogue d'étoiles du Calendarium d'Al Achsasi al Mouakket, cette étoile était appelée Dzaneb al Haiyet, qui fut traduit en latin par Cauda Serpentis, signifiant la queue du serpent. Le nom propre d'Alya a été officialisé par l'Union astronomique internationale en date du 21 août 2016 pour désigner Theta1 Serpentis.
En chinois, 天市左垣 (Tiān Shì Zuǒ Yuán), signifiant Mur gauche de l'enceinte du marché céleste, fait référence à un astérisme qui représente sept anciens États de Chine, constitué de Theta Serpentis, Delta Herculis, Lambda Herculis, Mu Herculis, Omicron Herculis, 112 Herculis, Zeta Aquilae, Eta Serpentis, Nu Ophiuchi, Xi Serpentis et Eta Ophiuchi. Par conséquent, Theta Serpentis elle-même est appelée 天市左垣七 (Tiān Shì Zuǒ Yuán qī, la septième étoile du mur gauche de l'enceinte du marché céleste), représentant l'État Xu (徐),.

## Caractéristiques
Theta1 Serpentis et Theta2 Serpentis sont des étoiles blanches de la séquence principale. Leurs magnitudes apparentes sont respectivement de 4,69 et 5,06. Ces deux étoiles sont séparées de 22,37 secondes d'arc sur le ciel et gravitent autour l'une de l'autre en 14 000 ans à une distance de 900 unités astronomiques. Leurs luminosités sont équivalentes à respectivement 18 et 13 fois celle du Soleil et leur température de surface est de 8 000 kelvins.

## Compagnon optique
Il existe une autre étoile, désignée Theta Serpentis C, qui apparaît relativement proche du système. Il s'agit d'une étoile jaune de type G avec une magnitude apparente de 6,78. Elle est séparée de 7 minutes d'arc de θ2 Serpentis. Il s'agit d'un compagnon purement optique ; d'après la mesure de sa parallaxe par le satellite Gaia, elle est distante de 26,62 ± 0,04 pc (∼86,8 al) de la Terre.